# Campeonato Nacional da Guiné-Bissau
Campeonato Nacional jest najwyższą piłkarską klasą rozgrywkową w Gwinei Bissau. Liga powstała w 1975 roku.

## Drużyny w sezonie 2011
- Os Balantas Mansôa
- Desportivo Gabú
- Estrela Negra Bolama
- Flamengo Pefine
- FC Canchungo
- Mavegro Bissau
- Nuno Tristão Bula
- Benfica Bissau
- Sporting Bafatá
- Sporting Bissau

## Mistrzowie
| - 1975: Os Balantas Mansôa - 1976: UDI Bissau - 1977: Benfica Bissau - 1978: Benfica Bissau - 1979: tytuł nie przyznany - 1980: Benfica Bissau - 1981: Benfica Bissau - 1982: Benfica Bissau - 1983: Sporting Bissau - 1984: Sporting Bissau - 1985: UDI Bissau - 1986: Sporting Bissau |  | - 1987: Sporting Bafatá - 1988: Benfica Bissau - 1989: Benfica Bissau - 1990: Benfica Bissau - 1991: Sporting Bissau - 1992: Sporting Bissau - 1993: Sport Portos Bissau - 1994: Sporting Bissau - 1995: tytułu nie przyznano - 1996: ADR Mansabá - 1997: Sporting Bissau - 1998: Sporting Bissau |  | - 1999: nie rozgrywano - 2000: Sporting Bissau - 2001: nie rozgrywano - 2002: Sporting Bissau - 2003: UDI Bissau - 2004: Sporting Bissau - 2005: Sporting Bissau - 2006: Os Balantas Mansôa - 2007: Sporting Bissau - 2008: Sporting Bafatá - 2009: Os Balantas Mansôa - 2010: Sporting Bissau |

## Podsumowanie
| Klub                | Liczba tytułów | Ostatni tytuł |
| ------------------- | -------------- | ------------- |
| Sporting Bissau     | 14             | 2010          |
| Benfica Bissau      | 8              | 1990          |
| UDI Bissau          | 3              | 2003          |
| Os Balantas Mansôa  | 3              | 2009          |
| Sporting Bafatá     | 2              | 2008          |
| Sport Portos Bissau | 1              | 1993          |
| ADR Mansabá         | 1              | 1996          |